# Selkäkari (ö i Finland, Birkaland, Tammerfors, lat 62,03, long 23,60)
Selkäkari är en obetydlig liten ö i Finland. Den ligger i sjön Riuttajärvi och i kommunen Ylöjärvi i den ekonomiska regionen Tammerfors och landskapet Birkaland, i den sydvästra delen av landet, 220 km norr om huvudstaden Helsingfors.

## Klimat
Trakten ingår i den boreala klimatzonen. Årsmedeltemperaturen i trakten är 0 °C. Den varmaste månaden är juli, då medeltemperaturen är 15 °C, och den kallaste är februari, med −13 °C.